# Мравян, Асканаз Арутюнович
Асканаз Арутюнович Мравян (арм. Ասքանազ Արտեմի Մռավյան; 21 декабря 1885 (2 января 1886), Елисаветполь, ныне Гянджа — 23 октября 1929, Ереван) — советский армянский партийный и государственный деятель, заместитель председателя Совета Народных Комиссаров Армянской ССР (1923—1929).

## Биография
Родился в мещанской семье.
В 1915 г. окончил педагогический факультет Петербургского психоневрологического института. Член РСДРП с 1905 года.
Вёл партийную работу в Ереване, Тбилиси, Баку, Петербурге.
- 1915—1917 гг. — редактор газеты «Пайкар» («Борьба»), находившейся под влиянием большевиков,
- 1917 г. — редактор газеты «Банвори крив» («Борьба рабочего»), член Тифлисского и Кавказского краевого комитетов РСДРП(б),
- 1918 г. — секретарь Кавказского крайкома партии и редактор газеты «Кавказская правда»,
- 1920—1922 гг. — член Ревкома Армении, затем секретарь ЦК КП(б) Армении, нарком иностранных дел Армянской ССР.

С 1923 г. — нарком просвещения и заместитель председателя СНК Армянской ССР, одновременно редактор газеты «Советакан Айастан» («Советская Армения»).
Имя Мравяна носила улица Еревана, нынешняя улица Алека Манукяна. В честь А.Мравяна была названа русскоязычная школа No 25 в г. Ереван.
Школа распущена вследствие уменьшения спроса на русскоязычное образование в 2000-е годы после выхода Армении из состава СССР.
Член ЦИК СССР.